# Kleurenresonantietherapie
Kleurenresonantietherapie werd bedacht door de Nieuw-Zeelandse tandarts dr. R.F. Liley. De "therapie" zal door de meeste artsen als kwakzalverij worden bestempeld, omdat een wetenschappelijke basis ontbreekt.
Een bakje met materiaal van een bepaalde kleur wordt aangesloten op een oscillator. De patiënt wordt met een elektrische draad hiermee verbonden. De trilling die bij de bepaalde kleur in het bakje hoort, heeft dezelfde 'trilling' als het ziekteverwekkende virus bij de patiënt. Door gedurende (lange) tijd aan deze trilling bloot te staan, zou het virus worden gedood.
Liley kwam op het idee door wat hij bij de Maori's zag. Zij proberen mensen te genezen door op trommels te slaan, zodat die een bepaalde trilling teweegbrengen.
Welke kleur (dus welke trilling) men nodig heeft, wordt onderzocht met een wichelroede.